# Championnats d'Europe de patinage de vitesse sur piste courte 2001
Navigation
Édition précédente Édition suivante
Les Championnats d'Europe  de patinage de vitesse sur piste courte 2001 se déroulent à La Haye aux Pays-Bas entre le 19 janvier 2001 et le 21 janvier 2001. L'événement est géré par l'Union internationale de patinage.
Il y a dix épreuves au total : cinq pour les hommes et cinq pour les femmes. Les différentes distances sont le 500 mètres, le 1 000 mètres, le 1 500 mètres, le 3 000 mètres ainsi qu'un titre décerné au meilleur patineur sur l'ensemble des épreuves.

## Palmarès
| Épreuves        | Or                     | Or             | Argent                   | Argent         | Bronze                  | Bronze         |
| --------------- | ---------------------- | -------------- | ------------------------ | -------------- | ----------------------- | -------------- |
| Hommes          |                        |                |                          |                |                         |                |
| 500 m           | Maurizio Carnino (ITA) | 43 s 170       | Nicola Rodigari (ITA)    | 43 s 200       | Dave Versteeg (NED)     | 43 s 440       |
| 1 000 m         | Bruno Loscos (FRA)     | 1 min 30 s 842 | Cees Juffermans (NED)    | 1 min 31 s 226 | Arian Nachbar (GER)     | 1 min 31 s 222 |
| 1 500 m         | Bruno Loscos (FRA)     | 2 min 19 s 296 | Nicky Gooch (GBR)        | 2 min 19 s 597 | Michele Antonioli (ITA) | 2 min 19 s 723 |
| 3 000 m         | Cees Juffermans (NED)  | 5 min 07 s 689 | Nicky Gooch (GBR)        | 5 min 07 s 874 | Nicola Rodigari (ITA)   | 5 min 07 s 988 |
| Toutes épreuves | Bruno Loscos (FRA)     |                | Cees Juffermans (NED)    |                | Nicky Gooch (GBR)       |                |
| Femmes          |                        |                |                          |                |                         |                |
| 500 m           | Evgenia Radanova (BUL) | 45 s 360       | Mara Zini (ITA)          | 45 s 852       | Stéphanie Bouvier (FRA) | 46 s 372       |
| 1 000 m         | Evgenia Radanova (BUL) | 1 min 36 s 665 | Marta Capurso (ITA)      | 1 min 37 s 116 | Mara Zini (ITA)         | 1 min 37 s 478 |
| 1 500 m         | Evgenia Radanova (BUL) | 2 min 35 s 542 | Mara Zini (ITA)          | 2 min 35 s 968 | Marta Capurso (ITA)     | 2 min 36 s 377 |
| 3 000 m         | Evgenia Radanova (BUL) | 5 min 51 s 694 | Danielle Molendijk (NED) | 5 min 52 s 535 | Stéphanie Bouvier (FRA) | 5 min 54 s 002 |
| Toutes épreuves | Evgenia Radanova (BUL) |                | Mara Zini (ITA)          |                | Stéphanie Bouvier (FRA) |                |

## Tableau des médailles
| Rang | Nation          | Or | Argent | Bronze | Total |
| ---- | --------------- | -- | ------ | ------ | ----- |
| 1    | Bulgarie        | 5  | 0      | 0      | 5     |
| 2    | France          | 3  | 0      | 3      | 6     |
| 3    | Italie          | 1  | 5      | 4      | 10    |
| 4    | Pays-Bas        | 1  | 3      | 1      | 5     |
| 5    | Grande-Bretagne | 0  | 2      | 1      | 3     |
| 6    | Allemagne       | 0  | 0      | 1      | 1     |